# Videojuego de terror
Los videojuegos de terror, o videojuegos de horror, son un género de videojuegos, que mediante la ficción a través de elementos y experiencias de terror, pretenden asustar al jugador. Están diseñados con situaciones intimidantes, entornos tétricos, enemigos monstruosos y muy dañinos, además de sonidos, música e imágenes inquietantes. A diferencia de la mayoría de los otros géneros de videojuegos, que se clasifican por su modo de juego, los videojuegos de terror casi siempre se basan en una presentación narrativa o visual y utilizan una gran variedad de formas de jugar.
Originalmente los elementos de terror se presentaban en los videojuegos de forma puntual, estando los propios videojuegos más orientados a otros géneros como la acción, aventura, y los rompecabezas.  Con la mejora de las tecnologías, los elementos de terror se ampliaron, hasta el punto de poder considerarse a diversos videojuegos como principalmente enfocados en el terror. De la misma forma, estos inicialmente estaban inspirados en distintos elementos de terror provenientes tanto de la cultura literaria como cinematográfica, pero paulatinamente el género del videojuego de terror ha establecido sus propias sagas, y franquicias de medios reconocibles del medio y completamente autónomas.

## Definición

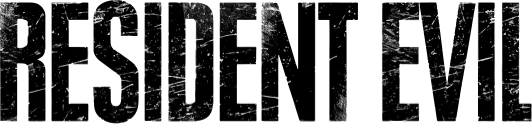
Resident Evil es ampliamente reconocida como la franquicia de videojuegos de terror de mayor popularidad y recaudación a nivel mundial.

Los videojuegos de terror son un género de videojuegos que busca mantener en constante suspenso y tensión al jugador, y en última instancia asustar a este provocando el elemento de terror, siendo así esta reacción de susto y miedo la base del entretenimiento y su objetivo principal, de la misma forma que las películas de terror tienen por propósito fundamental asustar al espectador, o la literatura de terror asustar al lector; estos sentimientos normalmente negativos son la base fundamental de los videojuegos de terror, la principal diferencia radica en que el jugador de videojuegos de terror experimenta la experiencia de una forma mucho más personal y directa que en el cine o los libros, ya que es el mismo jugador quien dirige al personaje a sus vivencias terroríficas, y muchas veces estas son producto de las propias decisiones del jugador, de manera que un videojuego de terror puede transmitir un grado distinto de terror, dependiendo del tipo de recorrido que puedan realizar o no los jugadores.
Debido a la naturaleza del terror, que es un entretenimiento basado en la experiencia y fisiológicamente es muy emocional y personal para las personas implicadas, hay muchos videojuegos de terror establecidos como juegos de computadora personal, además de ello hay un amplio abanico de videojuegos de terror, llegando a ser uno de los géneros más populares, adicionalmente los videojuegos de terror tienen muchas menos limitaciones para calificar como tal que los otros géneros de videojuegos, debido a que las situaciones de horror son muy amplias, aplicando para cualquier contexto temporal (los videojuegos de terror pueden estar establecidos en cualquier época), teniendo protagonistas sumamente variados (Desde héroes de acción como militares y guerreros, hasta civiles indefensos, niños y no combatientes), y permitiendo muchas formas de jugar. Existen juegos de terror con disparos y lucha abierta, pasando por otros con solo elementos de defensa, hasta otros en los que solo se puede huir y evadir los terrores. Esta variedad de características ha contribuido a la división de los videojuegos de terror en varios subgéneros, algunos bien diferenciados, y otros muy similares entre sí.
Los videojuegos de terror pueden basar sus contenidos en temas de terror de casi cualquier otro medio, pero principalmente del cine y la literatura, aunque también lo han hecho de otros medios menos frecuentes, como rumores y leyendas urbanas, mitología de cualquier cultura, juegos de cartas y juegos de mesa, o tendencias de internet como screamers y creepypastas, incluso varios videojuegos de terror se basan en ideas originales.
En general, también se acepta que hay un género de videojuegos crueles que atraen a los usuarios con representaciones crueles excesivas pero generalmente no están incluidos entre los videojuegos de terror regulares porque el sistema no es adecuado para los "jugadores temerosos" que buscan los videojuegos de terror; Pues aunque en los videojuegos de terror, el miedo obliga a los usuarios a estar tensos a las "cosas desconocidas" y "cosas ocultas" como en las obras de terror clásicas", el misterio y el miedo a este tiende a ser el elemento más importante, y las representaciones bastante crueles y viscerales tienden a evitarse durante la mayor parte de los videojuegos de terror.

## Historia

### Antecedentes y ejemplares tempranos

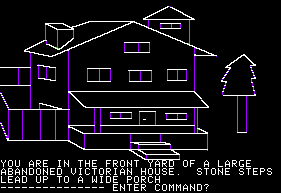
Introducción de Mystery House (1980), primera aventura gráfica de la historia, y uno de los primeros ejemplos de un videojuego de terror.

La incorporación de temas generales del género de terror en los videojuegos se produjo al principio del surgimiento de este medio, inspirados en la ficción de terror literaria, y especialmente en el cine de terror de la segunda mitad del siglo XX. El primer intento rudimentario de un videojuego de terror se remonta al año 1972, con Haunted House, una superposición de una casa embrujada para la primera consola de videojuegos, la Magnavox Odyssey, inspirada en la mitología de ficción homónima. Space Invaders (1978), videojuego arcade de Taito, también ha sido citado como un precursor de los videojuegos de terror, debido a la inclusión de un escenario de destrucción donde una invasión extraterrestre desciende lentamente y destruye cada vez más el paisaje de la Tierra, todo mientras los efectos de sonido amenazadores se aceleran gradualmente, creando una sensación de pánico en los jugadores cuando fue lanzado por primera vez. Otros videojuegos basados en textos, como la aventura gráfica Mystery House (1980) y la aventura conversacional The Lurking Horror (1987), son también considerados ejemplares tempranos de los videojuegos de terror.
ASCII Corporation lanzó Nostromo (1981) para la PC-6001, inspirada en la ciencia ficción de terror de la película Alien el octavo pasajero (1979), era un videojuego de terror y supervivencia que consistía en escapar de un extranjero invisible con los limitados recursos disponibles. Otro videojuego de terror temprano notable fue Haunted House (1982) para la consola Atari 2600. En ese momento, la tecnología de los videojuegos carecía de la fidelidad para llevar los temas del terror en la tecnología de imágenes y sonidos, y en cambio, estaba más envuelta en manuales de juego y otros materiales de presentación más accesibles para la capacidad de las consolas de esa época. El videojuego 3D Monster Maze (1982) para el Sinclair ZX81, aunque no contiene imágenes vinculadas con videojuegos de terror, fue uno de los primeros juegos en inducir la sensación de suspenso y misterio típicamente asociados con el género.
Con más capacidades gráficas, los videojuegos comenzaron a incluir imágenes relacionadas con el terror, a menudo presentes en los videojuegos con licencia basados en películas de terror en las décadas de 1980 y 1990, como La masacre de Texas (1983), Halloween (1983) y Viernes 13 (1989)), Así como de los videojuegos inspirados en películas de terror como el Project Firestart (1989) inspirado en las películas de Alien. Debido a las limitaciones de las consolas y computadoras, estas imágenes de terror a menudo se limitaban a escenas de corte en lugar de a los sprites animados usados en el videojuego basado en acción para dar fidelidad a los detalles de la escena de terror en cuestión.

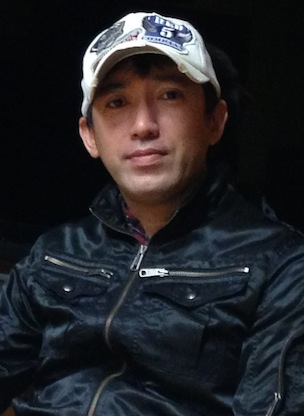
Shinji Mikami es el creador de las sagas de videojuegos Resident Evil, Dino Crisis y The Evil Within, es una de las figuras más importantes en el medio de los videojuegos de terror.

Sega lanzó Monster Bash (1982) que era un videojuego de acción arcade con temática de terror y que mostraba monstruos de películas clásicas como el Conde Drácula, el monstruo de Frankenstein y los hombres lobo. Otros videojuegos de acción y terror con temas que siguieron a finales de 1980 incluyen el de Capcom titulado Ghosts 'n Goblins (1985), en Konami hicieron Castlevania (1986), Ghost House en Sega (1986) y Kenseiden (1988), con videojuegos de terror arcade más violentos y sangrientos como Exidy 's Chiller (1986) y de Namco llamado Splatterhouse (1988). Uno de los videojuegos de aventura gráfica con el tema de la «casa encantada» más conocidos fue Maniac Mansion (1987) de LucasArts. y Sweet Home (1989) que fue un videojuego de terror y supervivencia basado en la película de terror japonesa del mismo nombre. Fue el primer título de terror y supervivencia de Capcom, dirigido por Tokuro Fujiwara, quien anteriormente había diseñado Ghosts 'n Goblins, y luego pasó a producir Resident Evil, que fue dirigido por el aprendiz del propio Fujiwara Shinji Mikami, este videojuego originalmente estaba destinado a ser una nueva versión de Sweet Home. El Phantasmagoria (1995) de Roberta Williams fue uno de los primeros videojuegos de terror psicológico.

### Survival horrory la edad de oro

El Alone in the dark del año 1992 fue el primer videojuego de terror en implementar el sistema de tecnología 3D.

El videojuego Alone in the Dark (1992), desarrollado por Infogrames e inspirado en la ficción del autor literario HP Lovecraft y las películas de zombis de George Romero, fue uno de los primeros videojuegos de terror en brindar una presentación más inmersiva, utilizando crudas figuras en 3D dibujadas sobre un fondo prerrenderizado en 2D, para que los jugadores controlen a su personaje desde un ángulo de cámara fija. Esto permitió a los desarrolladores crear la necesaria sensación de tensión a lo largo del videojuego de aventuras. Alone in the Dark fue un éxito mundial en las computadoras personales. Sweet Home y Alone in the Dark continuaron influyendo, e inspirando el Resident Evil original de Capcom (1996), que acuñó el término «survival horror». Engendró la franquicia Resident Evil, que definió y popularizó los videojuegos de terror en todos los subgéneros, es de destacar que Resident Evil logró la clasificación retroactiva de muchos videojuegos anteriores como de terror. El The House of the Dead (1996) de Sega fue un videojuego de disparos de terror arcade que introdujo zombis rápidos que podían correr, saltar y nadar, mientras que el Silent Hill (1999) de Konami definió y popularizó los videojuegos de terror psicológico.
Mientras que los videojuegos de terror se inspiraron en las películas de terror hasta la década de 1990, los videojuegos de terror más tarde influyeron en las propias películas de terror de la década de los años 2000 y posterior, hasta la actualidad. El éxito de Resident Evil y House of the Dead despertó un renovado interés en las películas de zombis en la década del 2000, influyendo en películas de zombis exitosas como 28 Days Later (2002), la serie de películas de Resident Evil, Dawn of the Dead(2004) y Shaun of the Dead (2004). Los videojuegos de Resident Evil y House of the Dead influyeron en las películas de zombis para que avanzaran hacia un estilo más enfocado y orientado a la acción con temas científicos y zombis veloces.
A pesar de que los japoneses han tenido durante mucho tiempo una gran influencia y una presencia muy superior a la mayoría de países desarrolladores en la creación de videojuegos de terror, en los primeros días había muchos videojuegos con una atmósfera de estilo occidental a pesar de que sus desarrolladores y entornos de desarrollo son japoneses, como ocurre con la serie de Resident Evil y la serie Silent Hill, pero después del año 2000, también hay muchos videojuegos con el tema de terror al estilo japonés, como lo es Zero.

### Internet y el terrorindie
Los videojuegos de terror también se beneficiaron del crecimiento de los videojuegos independientes en la década de 2010, ya que fuera de las franquicias establecidas como Resident Evil, los principales editores se habían alejado del género. series como las de Frictional Games llamadas Penumbra y Amnesia, y el Outlast del estudio Red Barrels capturaron el tipo de jugabilidad de los videojuegos de terror como Silent Hill y Resident Evil. Slender: The Eight Pages de Parsec Productions aprovechó el popular creepypasta de Slenderman, y se convirtió en uno de los primeros videojuegos en ganar popularidad entre los espectadores que ven las reacciones de los transmisores en línea que juegan el videojuego, además de popularizar esta práctica para otras fanquicias de videojuegos de terror. La serie Five Nights at Freddy's de Scott Cawthon también capturó popularidad de manera similar al observar las reacciones de los streamers a los Sustos repentinos. Más recientemente, a principios de la década de 2020, los videojuegos independientes de terror han encontrado una nueva estética basada en emular el estilo gráfico de plataformas más antiguas, como los gráficos low-poly de la primera consola superventas de Sony, la PlayStation, o incluso el arte pixelado, en lugar del alto realismo de los gráficos 3D y HD modernos, de la misma forma que Minecraft hizo para los videojuegos de acción y aventuras. Además de capturar una sensación de nostalgia, los desarrolladores pueden usar gráficos de inspiración retro en hardware moderno para continuar manipulando al jugador y sorprenderlo más allá de las expectativas de las imágenes, como darle al jugador la idea de que el juego en sí está maldito y potencialmente rompiendo la cuarta pared.

## Subgéneros

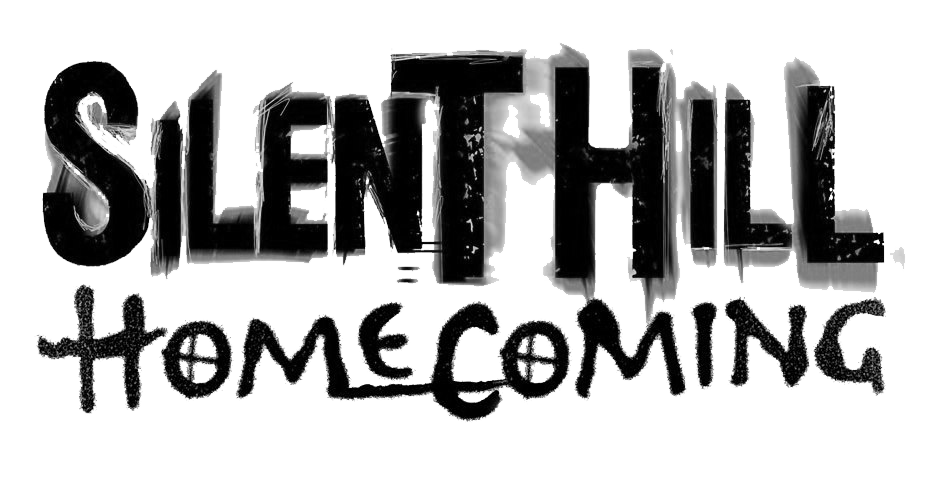
Silent Hill Homecoming es uno de los ejemplos de los videojuegos de terror multigénero, pues cumple con los requisitos para ser considerado de acción y terror, terror de supervivencia, y, al mismo tiempo, terror psicológico.

Históricamente, la clasificación general de los videojuegos en géneros siempre ignora los temas narrativos, que incluirían a los videojuegos de ciencia ficción, acción, aventura, o fantasía; prefiriendo en cambio tener sistemas de clasificación basados en el estilo o modo de juego (jugabilidad), o en ocasiones, tipos de modos de juego o por la plataforma. Los videojuegos de terror son la única clasificación basada fuertemente en la narrativa que generalmente no ha seguido este patrón, y la etiqueta de género narrativo se usa ampliamente para los videojuegos diseñados para asustar a los jugadores.
Esta amplia asociación con el tema narrativo de los videojuegos de terror conduce a la falta de subgéneros bien definidos en el ámbito de los videojuegos de terror (Aunque si hay varios con límites claros), por este hecho, varias sagas de videojuegos de terror poseen entregas que califican para un subgénero, y al mismo tiempo otras entregas clasificadas en otros subgéneros, como es el caso de la saga de Resident Evil, que varia constantemente entre los subgéneros de acción y terror, y terror de supervivencia. De igual forma, muchas veces se encuentran entregas de videojuegos de terror que cumplen los requisitos para calificar en más de un subgénero de los videojuegos de terror, tal es el caso de Resident Evil 4, Resident Evil 8 o Silent Hill Downpour, los cuales cumplen fácilmente los requisitos para más de un subgénero de los videojuegos de terror.
Muchos géneros definidos por la jugabilidad tienen numerosos videojuegos con temas de terror, en particular el videojuego de plataformas Castlevania. La serie utiliza monstruos y criaturas tomadas de numerosos mitos de terror, principalmente de la mitología europea. En tales casos, estos videojuegos todavía se clasifican para su género de juego original, y el aspecto de terror es considerado un aspecto literario e incidental del videojuego. Sin embargo, hay algunas áreas específicas en la clasificación general de los videojuegos de terror que se han identificado como subgéneros únicos en el terror.

### Acción y terror
Los videojuegos de acción y terror son un derivado de los videojuegos de terror, donde se utilizan más elementos de los videojuegos de acción, especialmente de los videojuegos de disparos en primera persona y en tercera persona generalmente acompañados con los temas de terror y supervivencia, lo que los hace más rápidos que los videojuegos de terror y supervivencia anteriores. Estos crecieron rápidamente en popularidad luego del exitoso lanzamiento de Resident Evil 4 en el año 2005 y que surgió completamente en los títulos siguientes, de Resident Evil 5, Resident Evil 6 y Resident Evil 8, con una jugabilidad que se centró más en el combate orientado a la acción, que en los rompecabezas y la resolución de problemas de los títulos anteriores (Resident Evil 7 tomo un rumbo de terror más opresivo).
Generalmente la barrera entre un videojuego de acción y terror, y uno de horror y supervivencia es bastante difusa, pero en líneas generales los videojuegos de acción y terror solo tienen momentos de terror puntuales, o estos se presentan en dificultades superiores, además los videojuegos de acción y terror ocurren en escenarios abiertos e iluminados, dejando a un lado los tópicos de casas embrujadas, lugares oscuros, o atmósferas opresivas con un peligro latente, además de estar más orientados a una rejugabilidad y a los elementos de multijugador; otras diferencias a tomar en cuenta son que los videojuegos de acción y terror presentan a protagonistas heroicos, los cuales están inmersos voluntariamente en una importante misión que los lleva a enfrentar situaciones terroríficas, y para ello se valen de una gran habilidad de pelea, y un arsenal considerable; mientras que el terror y supervivencia suele presentar protagonistas que son personas común y corrientes, y que se ven inmersas en situaciones aterradoras casi siempre involuntaria y accidentalmente, para lo cual deben utilizar los pocos recursos de los que disponen para sobrevivir, además sus habilidades de combate y armamento son limitados, e incluso inexistentes Ejemplos de videojuegos de acción y terror incluyen la serie de videojuegos The House of the Dead con modalidad de disparos en primera persona y desplazamiento, la serie  Dead Space que utiliza la temática de terror en un contexto de ciencia ficción en el espacio, y las series de terror posapocalípticas de Left 4 Dead y The Last of Us.

#### Elementos de la acción y terror

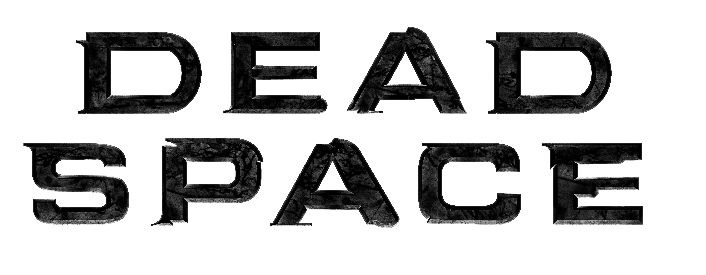
Dead Space es reconocido por llevar la acción y terror a un contexto de completa ciencia ficción.

Los elementos y característica de los videojuegos de acción y terror suelen variar, especialmente en intensidad, pero generalmente presentan:
- Una trama sencilla, donde los acontecimientos se pueden suceder rápidamente.
- Protagonistas con una gran habilidad de combate, tanto ofensiva como defensivamente, y en general están llevando a cabo una importante misión, casi siempre ligada a los acontecimientos terroríficos en los que se ven inmersos
- Un arsenal de armas y municiones bastante nutrido, para afrontar los peligros.
- Una ubicación amplia y poco opresiva, de manera que el jugador se pueda mover libremente, además usualmente suele ser de día.
- Diversas formas de oponerse a los enemigos además de las armas, como el combate físico, o elementos de apoyo en los escenarios.
- Un ritmo de juego acelerado, con escenarios de fácil trayecto.
- Una gran cantidad de modos de dificultad, en el cual los más fáciles permiten un gran poder y resistencia desde fases tempranas del videojuego.
- Modos multijugador y minijuegos de distinta índole, donde las capacidades de pelea suelen estar muy aumentadas y las limitaciones desaparecen.

### Terror y supervivencia

Resident Evil (1996), videojuego que nombró y definió al género.

Los videojuegos de terror y supervivencia son un subgénero de los videojuegos de terror, donde el jugador no puede preparar o armar completamente a su avatar o personaje. El jugador usualmente encuentra que hay muchos factores que hacen que el combate no sea atractivo como opción primaria, como un número limitado de armas o enemigos invulnerables, si las armas están disponibles, su munición es más escasa que en otros videojuegos, y las armas poderosas como los lanzadores de cohetes son raras, si es que están disponibles. Por lo tanto, los jugadores son más vulnerables que en los videojuegos de acción, y la hostilidad del entorno establece una narrativa donde las probabilidades se sopesan decisivamente contra el personaje, aun así es menos tensionante que los videojuegos de terror psicológico. Esto aleja al videojuego del combate directo, y los jugadores deben aprender a evadir a los enemigos o cambiar el entorno contra ellos. Los videojuegos intentan mejorar la experiencia de vulnerabilidad al hacer que el videojuego sea solo para un solo jugador en lugar de jugadores múltiples, y al darle a un jugador un personaje más frágil que el típico héroe del videojuego de acción; En última instancia se considera que los videojuegos de horror y supervivencia son una combinación tanto de los videojuegos de terror como de los videojuegos de supervivencia.

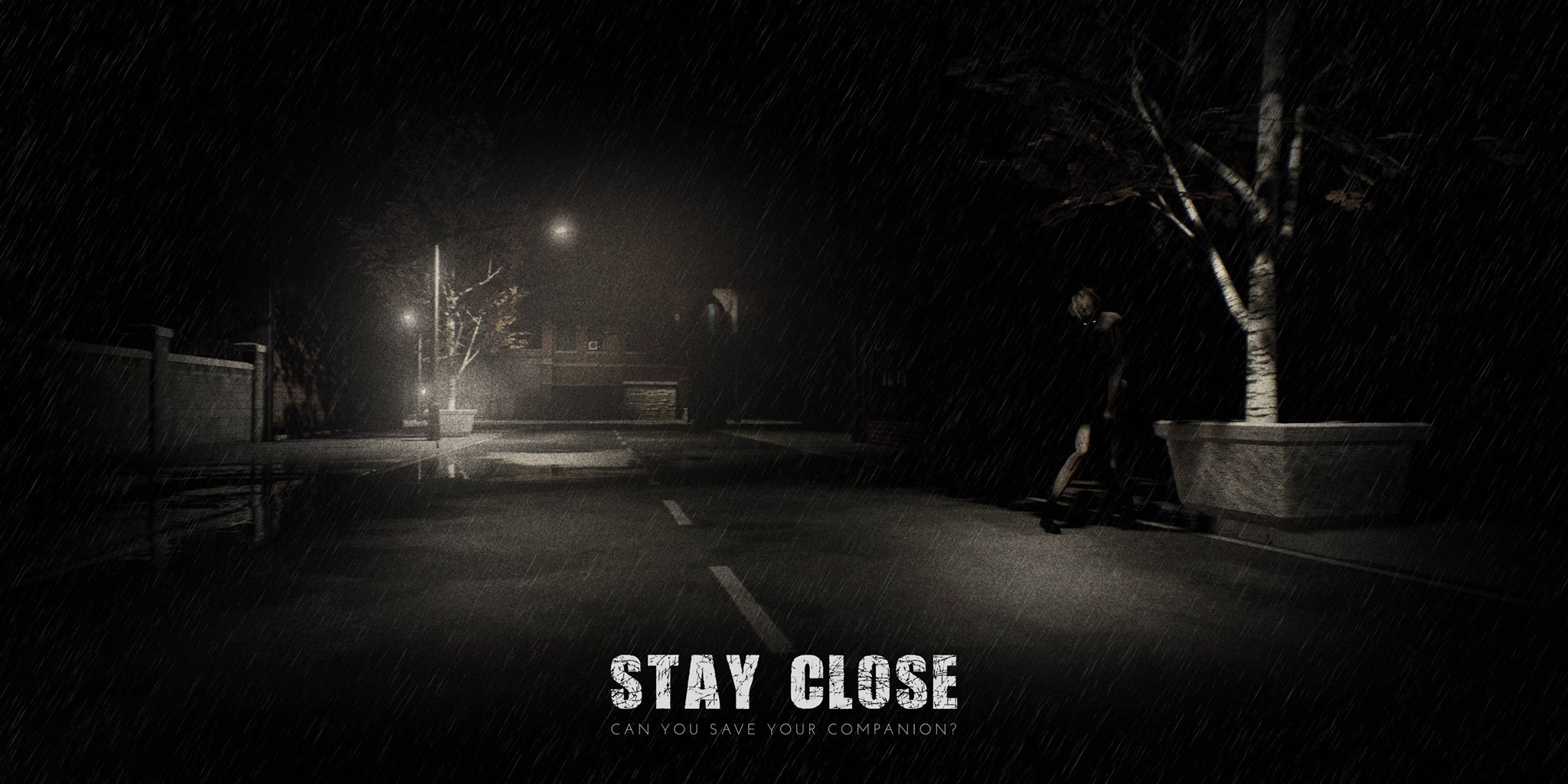
Los videojuegos de terror y supervivencia suelen hacer uso de escenarios oscuros, y lugares tétricos.

Son de los tipos de videojuegos de terror mejor definidos y más comunes. Estos videojuegos tienden a centrarse en la supervivencia del personaje del jugador en un entorno de terror con recursos limitados, y por lo tanto, tienden a estar más orientados como un videojuego de acción o un juego de acción y aventura. Un tema común de estos videojuegos es escapar o sobrevivir al equivalente de un apocalipsis zombi, con armas, municiones y armaduras o aguante limitados. La serie Resident Evil acuñó el término y sirve como el mejor ejemplo de tales videojuegos, aunque las convenciones clave del subgénero precedieron a la serie Resident Evil con videojuegos como Alone in the Dark de 1992. Otras series con elementos de terror y supervivencia notables incluyen Clock Tower, Fatal Frame y Parasite Eve.
El género del terror y supervivencia también es conocido por otros desafíos que no son de combate, como resolver rompecabezas en ciertas ubicaciones en el mundo del videojuego, y recopilar y gestionar un inventario de objetos. Las áreas del mundo del videojuego estarán fuera de los límites hasta que el jugador obtenga ciertos elementos. Ocasionalmente, los niveles están diseñados con rutas alternativas. Los niveles también desafían a los jugadores con entornos de tipo laberinto, que ponen a prueba las habilidades de navegación del jugador. Los niveles a menudo se diseñan como oscuros y claustrofóbicos (a menudo se utilizan condiciones de luz tenue o sombría y ángulos de cámara y de visión que restringen la visibilidad) para desafiar al jugador y proporcionar suspenso, aunque los videojuegos del género también hacen uso de enormes entornos espaciales.
Los orígenes del videojuego de terror y supervivencia se remontan a la ficción del terror anterior. Los arquetipos se han vinculado a los libros del escritor de ficción HP Lovecraft, que incluyen narrativas de investigación o viajes a través de las profundidades. Se han hecho comparaciones entre los Grandes Viejos de Lovecraft y los encuentros con jefes vistos en muchos videojuegos de terror y supervivencia. Los temas de supervivencia también se han rastreado hasta el subgénero de la película, en el que el protagonista sufre una confrontación con el antagonista definitivo. Otra influencia importante en el género es el terror japonés, incluyendo la clásica teatral Noh, los libros de Edogawa Rampo, y el cine japonés. El género de terror y supervivencia se basa en gran medida en las tradiciones occidentales (principalmente estadounidenses) y asiáticas (principalmente japonesas), con el enfoque occidental al horror que generalmente favorece el horror visceral orientado a la acción, mientras que el enfoque japonés tiende a favorecer el horror psicológico.
Una historia de terror y supervivencia generalmente involucra la investigación y la confrontación de fuerzas horribles e incluso sobrenaturales, y, por lo tanto, muchos videojuegos transforman elementos comunes de la ficción de terror en desafíos de juego. Los primeros lanzamientos usaban ángulos de cámara vistos en películas de terror, lo que permitía a los enemigos acechar en áreas que están ocultas a la vista del jugador. Además, muchos videojuegos de terror y supervivencia utilizan señales de advertencia, u otros avisos para notificar al jugador de un peligro inminente. Esta retroalimentación ayuda al jugador a prepararse, pero también crea sentimientos de ansiedad e incertidumbre que ralentizan el avance.
Los videojuegos suelen presentar una variedad de monstruos con patrones de comportamiento únicos. Los enemigos pueden aparecer de forma inesperada o repentina, y los niveles a menudo están diseñados con secuencias de comandos donde los enemigos caen del techo o se estrellan contra las ventanas. Los videojuegos de terror y supervivencia, como muchos videojuegos de acción y aventura, se estructuran en torno al encuentro del jefe, donde el jugador debe enfrentarse a un oponente formidable para avanzar a la siguiente área. Estos encuentros con el jefe dibujan elementos de los antagonistas vistos en las historias de horror clásicas, y derrotar al jefe avanzará la historia del videojuego, aunque no es un elemento esencial derrotar al jefe, y suelen existir métodos para evadir el enfrentamiento, o escapar de la batalla.

#### Elementos del terror y supervivencia
Existiendo una muy variada gama de videojuegos de terror y supervivencia con amplias diferencias a través de las épocas, las distintas sagas, e incluso en entregas de la misma franquicia, los videojuegos de terror y supervivencia por norma general comparten en mayor o menor medida la mayoría de las siguientes características.

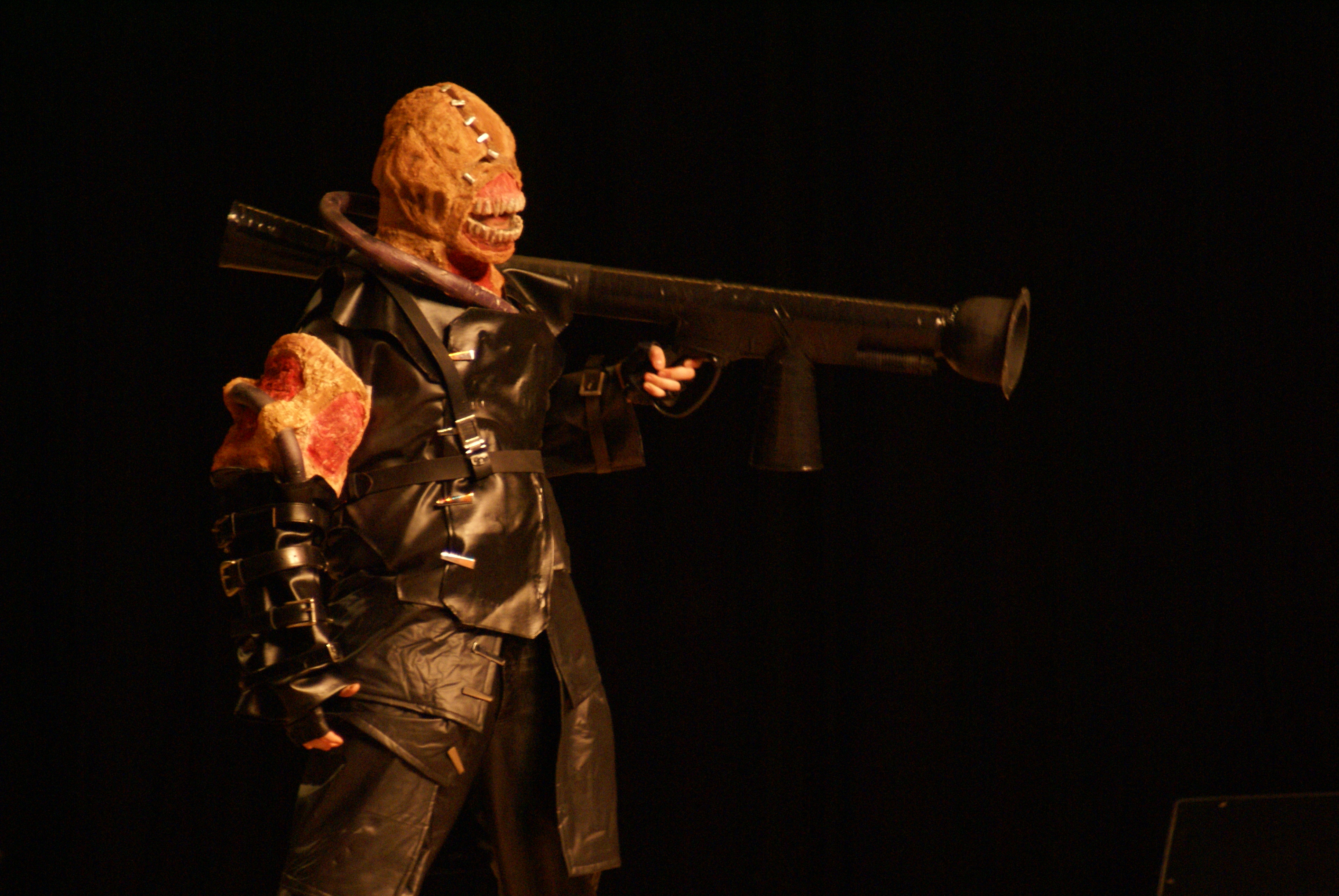
Imagen de Némesis, el jefe de Resident Evil 3. Los jefes son uno de los elementos más usuales del terror y supervivencia, se caracterizan por ser muy fuertes físicamente, tener grandes armamentos, y una salud considerable.

- El personaje del jugador suele ser muy vulnerable a los ataques de los enemigos y a las trampas del entorno.
- Existe una cantidad muy limitada de puntos de control, o números de guardado.
- Las decisiones del jugador pueden afectar de muchas maneras el progreso del videojuego.
- Al principio están muy limitadas las armas y las municiones, en las partes avanzadas del juego suelen estar disponibles las mejores y más poderosas armas.
- Los videojuegos de terror y supervivencia suelen como mucho tener poco o nada de botiquín.
- Las acciones y movimientos del personaje del jugador son bastante torpes y su control es medianamente difícil.
- Los espacios y ambientes suelen ser muy oscuros o de difícil visión para el jugador, además de problemáticos para un libre movimiento.
- Los enfrentamientos cuerpo a cuerpo son considerablemente más peligrosos.
- Las armas cuerpo a cuerpo posee munición ilimitada pero su daño es considerablemente inferior a las armas de distancia (alternativamente las armas cuerpo a cuerpo pueden desgastarse hasta destruirse).
- La banda sonora (música o sonidos instrumentales) comúnmente contribuye a la tensión y el suspenso del jugador.
- Suelen existir eventos de tiempo rápido, o eventos de reflejos en los que el jugador debe reaccionar rápidamente.
- Las batallas contra los jefes suelen ser muy retadoras y son necesarios muchos recursos y habilidad para derrotarlos.
- Es posible por medio de un ahorro eficiente y buen manejo de recursos lograr que el personaje acumule grandes cantidades de recursos y municiones, de modo que se puede lograr mantener un enfoque ofensivo.
- Son muy usuales los rompecabezas y problemas de lógica y su resolución para avanzar en la historia.
- La historia del juego suele ser muy compleja y extensa, pero inicialmente solo se conoce el punto de vista del personaje del jugador.
- Es común la existencia de múltiples finales para la historia, existiendo tres tipos: Los finales positivos o buenos, los negativos o malos, y los extraños o especiales.

### Terror psicológico

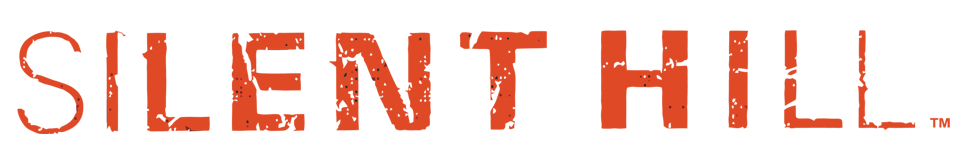
El primer Silent Hill del año 1999 es ampliamente considerado como el primer videojuego de terror psicológico.

Los videojuegos de terror psicológico son un subgénero que está destinado a asustar al jugador a través de estados emocionales, mentales o psicológicos, en lugar de hacerlo directamente con monstruos o sustos directos, aunque estos siguen existiendo y se camuflan con diversos elementos del juego, para contribuir y reforzar la tensión constante. En última instancia el miedo proviene de «lo que no se ve, más que de lo que se ve». Estos videojuegos comúnmente se basan en las percepciones poco confiables o la cordura cuestionable del jugador-personaje para desarrollar la historia. Mediante el uso de narradores poco fiables (que puede ser el mismo personaje del jugador), estos videojuegos pueden explorar el miedo a perder la capacidad de pensar racionalmente o incluso a reconocer la propia identidad.
Los videojuegos de terror psicológico pueden no depender tanto de la acción en comparación con los videojuegos de terror de otros subgéneros, sino que le dan tiempo al jugador para explorar y presenciar eventos, de manera que los momentos de peligro falso y de verdadero peligro son casi indistinguibles, y de esa forma logrando que la tensión y preocupación del jugador sean constantes durante todo el trayecto del videojuego (existiendo muy pocos momentos o lugares de verdadera calma y seguridad, y en algunos casos ninguno). La serie de videojuegos de Silent Hill, que también se basa en elementos de terror y supervivencia, se considera uno de los videojuegos de terror psicológico definitorios e incluso el que inauguró el género a finales del milenio pasado y principios del presente,
Más recientemente se han visto entregas de videojuegos que también pueden aprovechar el propio medio del videojuego para romper la cuarta pared y parecer que afectan la computadora o consola del jugador directamente (Especialmente en los videojuegos independientes), como ocurre con Eternal Darkness y con Doki Doki Literature Club! Los videojuegos de terror psicológico todavía pueden estar vinculados a géneros basados en la acción; como Spec Ops: The Line que es un videojuego de disparos en tercera persona pero con una narrativa de terror psicológico inspirada en obras como Heart of Darkness y Apocalypse Now.

#### Elementos del terror psicológico
Los elementos y característica de los videojuegos de terror psicológico consisten en:
- Una trama compleja, que causa confusión e incertidumbre tanto en el jugador como en los personajes del videojuego.
- Protagonistas con mentes sensibles, y cuyas motivaciones son cuestionables, además de pocas habilidades de pelea.
- Una resistencia muy baja a los peligros verdaderos.
- Una capacidad de combate muy reducida, en algunos casos inexistentes, de manera que el jugador está limitado a solo huir de los peligros, e incluso puede morir instantáneamente si es herido o atrapado.
- Una cantidad reducida de elementos curativos y de combate (aún más que en otros subgéneros del terror).
- Un mapa o localización de juego compleja, que obliguen al jugador a dar muchos recorridos, y buscar elementos o pistas desesperadamente.
- Una gran cantidad de peligros y situaciones de peligro falsas, de manera que es difícil diferenciar entre estas falsas alarmas y las verdaderas.
- Una banda sonora opresiva que produce alerta y desesperación.
- Elementos narrativos dramáticos, generalmente tristes, que acompañan a los de terror.
- Enemigos en general muy peligrosos y dañinos, y a los cuales se puede percibir o inferir su presencia cercana, de manera que la alerta del jugador al ambiente es continua.
- Rompecabezas y desafíos intelectuales más grandes y retadores de lo normal.
- En varios casos la moralidad del protagonista y sus intenciones son puestas en duda, llegando a ser en muchos casos una persona amoral, del mismo modo las intenciones originales que motivan el inicio de la historia suelen cambiar conforme se avanza en el juego ya que dependen de la mente del personaje principal, y este no suele ser un objetivo claramente establecido.

### Susto repentino

Los screamers o jumpscares son un recurso muy común en los videojuegos de susto repentino.

Los videojuegos de terror de Susto repentino están diseñados en torno a momentos destinados a sorprender o conmocionar inmediatamente al jugador cuando no lo espera, así como a crear una sensación de pavor mientras se anticipa al próximo susto repentino, este es un elemento surgido en la cultura del internet, y está basado en el método que se suele emplear para que un usuario sea víctima de un screamer, a través de algo que en el idioma inglés se le conoce como bait-and-switch (literalmente: «carnada y cambiar»), que consiste básicamente en ofrecer un producto al usuario para luego engañarlo y ofrecerle otro producto completamente distinto pero que lo perjudica, de la misma forma los sustos repentinos en los videojuegos ofrecen inicialmente una escena calmada que repentinamente se convierte en algo peligroso y terrorífico.

Los videojuegos con sustos repentinos utilizan personajes tenebrosos o imágenes que aparecen muy rápidamente para asustar, y suelen estar acompañadas de una música o banda sonora inquietante.

Bajo esta premisa, el susto repentino, que algunas veces puede ser el mismo screamer o un elemento muy similar, nunca estaría expuesto directamente, sino que puede estar camuflado (algunos videojuegos ofrecen pistas de la presencia del susto repentino, que pueden ser tanto sonoras como visuales), mientras la animación en Flash o aplicación que invita al usuario a concentrarse con tranquilidad en una tarea específica preparándolo para el susto. Dichas tareas pueden ser muy monótonas, o requerir de gran concentración, o ilusiones ópticas, observar detalles de una imagen, buscar diferencias entre dos imágenes, subir el volumen para escuchar algún detalle, entre otros. La idea es distraer al usuario lo más posible en dicha tarea para que, tras unos segundos, aparezca el elemento de susto y el efecto de miedo sea más efectivo.
Si bien los sustos repentinos pueden ser elementos existentes en otros subgéneros de los videojuegos de terror, junto con otros aspectos de los subgéneros de terror en cuestión; los videojuegos de terror centrados en los sustos repentinos generalmente se limitan a este tipo de mecanismo de juego, manteniendo jugabilidades bastante simples, que suelen consistir en la exploración, y resolución de tareas y rompecabezas. A menudo tienen como objetivo generar reacciones muy caóticas en los jugadores y posiblemente en sus acompañantes, la práctica de difusión en medios audiovisuales de estas reacciones, ha demostrado ser una estrategia de mercadotecnia popular tanto para la promoción de los propios videojuegos de terror, como de los jugadores que demuestran los contenidos del juego y sus reacciones personales. Five Nights at Freddy's se considera uno de los primeros ejemplos principales de este estilo de juego.

#### Elementos del susto repentino
Los elementos del susto repentino son:
- Pocos elementos y situaciones de combate o defensa, en la mayoría de los casos ninguno, teniendo el jugador que recurrir a la agilidad y la astucia para salvarse de los peligros.
- Generalmente usan un enfoque de cámara en primera persona.
- Momentos de gran calma y relajación, pero que necesitan de atención para presentar el elemento de susto repentino (generalmente un elemento que entra de improvisto a la pantalla de juego).
- Una jugabilidad simple que no interrumpa el ritmo de juego.
- Un apartado visual que mantenga atento al espectador al momento del elemento de susto.
- Rompecabezas que requieren de gran concentración en la pantalla de juego.
- Una banda sonora relativamente calmada, que estalla en sonidos horribles al momento del susto repentino, alternativamente también existen bandas sonoras relativamente inquietantes durante todo el trayecto de juego.

### Terror inverso
Los videojuegos de terror inverso son uno de los subgéneros de videojuegos de terror más nuevos, estos tienen como eje fundamental la mecánica en que el jugador asusta a los demás (generalmente implicando la inmersión o utilización de modalidades de juego multijugador), en lugar de la típica fórmula de que el jugador se asuste por los contenidos del videojuego, este tipo de jugabilidad surge a causa de los avances en la tecnología multijugador, especialmente los multijugadores asimétricos, donde un solo jugador puede tener las herramienticas para confrontar y en última instancia aterrar a grandes grupos.
Comparado con un videojuego de terror de otros subgéneros, el jugador es en cambio lo que se consideraría el antagonista, entidad, o monstruo a derrotar por los personajes normales. Los videojuegos de terror inverso generalmente implican asumir el papel de un monstruo o villano. En comparación con la víctima, el personaje principal tiene algún tipo de ventaja sobre los demás, como una visión mejorada, armas, mayor fuerza, o habilidades sobrenaturales; En la misma línea este esta en desventaja numérica contra los demás. Los videojuegos de terror inverso también pueden derivar de un videojuego de terror original, desarrollado como una secuela, o precuela del original, o un minijuego destinado a mostrar la perspectiva del antagonista titular. Ejemplos de videojuegos de terror inverso incluyen Carrion, y los modos multijugador asimétrico en Dead by Daylight, Among Us, y Friday the 13th: The Game, en el que un jugador controla al monstruo o asesino que persigue a los otros jugadores con el fin de asesinarlos.

#### Elementos del terror inverso
Los elementos del terror inverso pueden variar mucho, aun así existen algunas características comunes como lo son:
- Una modalidad de juego para varios jugadores (modo multijugador), de forma que uno de ellos o un pequeño grupo, busque destruir a todos los demás.
- Un sistema de juego por rondas, usualmente con límite de tiempo, que puede afectar negativamente a cualquiera de las partes implicadas al terminar la ronda.
- Una historia simple, o la ausencia de esta, de forma que se concentra en la experiencia de juego por sí misma, y la rejugabilidad es casi inmediata.
- Una gran cantidad de ventajas y fortalezas para los jugadores asustadores, aunque tienen una gran desventaja numérica.
- Una gran cantidad de desventajas y debilidades para los jugadores víctimas, aunque poseen ventaja numérica.

### Videojuegos de terror para móviles
Los Videojuegos de terror para móviles son uno de los subgéneros más nuevos, ya que a diferencia de los otros videojuegos para móviles y portátiles que hicieron posible más tempranamente las experiencias de acción, aventura, exploración, disparos, etc, los elementos de terror requirieron de un mayor mejoramiento de la tecnología de los teléfonos para considerarse como tal, aun así, a partir de la década de 2010, ha habido un continuo crecimiento en el catálogo de videojuegos de terror para los teléfonos inteligentes, dispositivos Android y sus similares.

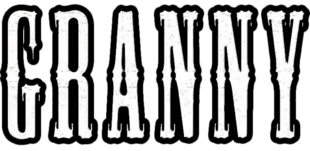
Granny es un ejemplo de videojuegos de terror para dispositivos móviles.

Los videojuegos de terror para móviles tienen la característica especial de provenir en su mayoría de desarrolladores independientes, y en muchos casos a diferencias de otros subgéneros, estar sometidos continuamente a actualizaciones de contenido, y cambios de jugabilidad. Adicionalmente muchos videojuegos de terror de diversos géneros han sido adaptados para dispositivos Android, con la necesidad de que sus versiones móviles generalmente deben ser limitadas intensamente tanto en sus contenidos, como en sus capacidades, para posibilitar su desempeño en teléfonos.

#### Elementos de los videojuegos de terror para móviles
Los elementos y características de los videojuegos de terror para móviles son:
- Un contenido argumental limitado en cuanto al recorrido completo, pero que puede ofrecer novedades, nuevas dificultades, y experiencias distintas en las jugadas posteriores a haber completado el juego la primera vez
- Escenarios cortos, pero los cuales hay que transitar continua y repetidamente.
- Una gran rejugabilidad de sus contenidos naturalmente cortos.
- Una calidad gráfica comparativamente baja.
- Continuas actualizaciones y descargas de contenido (Contenido descargable o DLC), muy superiores a los videojuegos de terror regulares.

### Videojuegos crueles
Un videojuego cruel (del japonés 残酷ゲーム) es un videojuego en el que la descripción del derramamiento de sangre, el asesinato etc. son demasiado radicales. También se llama videojuego de violencia excesiva, o de terror excesivo. La realidad en los videojuegos crueles y sus personas son muy violentas, con un fuerte malestar, o con el propósito de matar personas, los videojuegos crueles tienen efectos visuales realistas, y muestran un gran derramamiento de sangre, heridas y daños en cadáveres. Se caracteriza por una representación grotesca y violenta que sería éticamente problemático para cualquier medio.
Si bien los videojuegos con representaciones crueles como argumento de venta tienen un mercado determinado, hay algunos padres que tienen problemas particulares con el contenido y piensan que los niños y los adolescentes no deben disfrutar de dicho contenido, especialmente los de mentes más susceptibles. Dado que puede ser difícil de entender el contenido hasta que se reproduce el medio, hay un movimiento para establecer una calificación objetiva (designación R) para que los consumidores puedan juzgar fácilmente el contenido. Estos ratings, son fáciles de juzgar antes de visualizarlos cuando se adquiere un videojuego, sobre todo cuando se trata de contenidos que pueden resultar ofensivos para el espectador, permiten tanto a los entusiastas como a los ofendidos por los videojuegos crueles vivir sin molestias ;un ejemplo es la saga Manhunt, en su secuela varios países censuraron sus escenas violentas. Al igual que la serie representativa del cine violento Postal, también hay una obra "DayZ" que fue evaluada como un videojuego cruel porque permite experimentar la psicología de un asesino como un cambio arriesgado mientras comete intencionalmente atrocidades.

#### Elementos de los videojuegos crueles
Los elementos y características de los videojuegos crueles son:
- Mostrar elementos violentos de forma excesiva y desmesurada.
- Una utilización de elementos sexuales violentos excesivos.
- Mostrar a los jugadores representaciones psicológicas desequilibradas e incluso sugerentes de realizar actos delictivos horribles.
- Una concentración de sus capacidades gráficas en los elementos más gore.
- Magnificar y fraternizar excesivamente con las conductas criminales, especialmente asesinatos, violaciones, tráfico, secuestro, entre otros.

## Otros medios
A pesar de hacer uso, y basarse inicialmente en los elementos de terror de otros medios culturales para sus contenidos, los videojuegos de terror, sus ideas originales, sus mecánicas, y sus sagas características han logrado llegar a muchos de los otros medios de distribución, logrando adaptaciones literarias en forma de libros, novelas, mangas, e historietas que muchas veces abarcan las historias de los videojuegos de forma mucho más amplia y detallada, también pueden alterar algunos hechos y acontecimientos a fin de complementarlos, y en otros casos cuentan historias originales establecidas dentro de los propios universos de los videojuegos de terror, pero que son autónomas y separadas de los acontecimientos vistos en las sagas de videojuegos.
Más paulatinamente el género de los videojuegos de terror ha logrado una presencia en el mundo cinematográfico, esto se ha acentuado a partir del inicio del nuevo milenio, con la llegada de las Películas de Resident Evil, y su primera película de Resident Evil, o Silent Hill, esta tendencia se ha extendido a los videojuegos de terror de todos los subgéneros, con resultados muy variados en cuanto a la crítica, y llegando a realizarse adaptaciones fílmicas de millones de dólares, aunque con resultados dispares en cuanto a la recepción tanto de la crítica especializada, como del público en general. Estas adaptaciones generalmente se alejan bastante de las historias vistas en los videojuegos, ignorando muchos elementos de sus universos, e incorporando material original, de igual forma para estas adaptaciones, se suele prescindir de los protagonistas naturales de las sagas, para crear personajes nuevos, muchas veces basados en los de los videojuegos, aun así también es común encontrar personajes fielmente adaptados de los videojuegos aunque con papeles y desempeños distintos en el progreso de la historia.
Los videojuegos de terror han mantenido una presencia marginal en los medios televisivos, existiendo muy pocas adaptaciones en formato de series, o miniseries de televisión basadas en franquicias de videojuegos de terror, esta tendencia ha variado un poco en los últimos años, con la gran popularización de plataformas de internet como Netflix, o HBO que han impulsado el desarrollo de algunos proyectos sobre series de televisión, basadas en videojuegos de terror.

Otra práctica que se ha vuelto habitual, es la utilización de diversas marcas de videojuegos, para productos de venta al por menor, existiendo un amplio mercado para productos de diversa índole basados en videojuegos, como ropa, comida, juguetes, productos de limpieza, entre otros. Estos productos generalmente están asociados o basados en los elementos más icónicos de los videojuegos, existiendo una tendencia especial a enfocarse en los personajes más populares, llegando a realizarse juguetes, vestimentas, o modelos basados en los héroes, o villanos de mayor fama, también existen muchos productos sin relación directa con el universo de los videojuegos de terror, pero hacen uso de las marcas de los videojuegos de terror para promocionar sus mercancías, que tienen poca o ninguna relación con el contenido videojuego en si, una práctica especialmente habitual en los países de Japón y Estados Unidos.
Alternativamente los videojuegos de terror han realizado cruces ficcionales con sagas de videojuegos de otros géneros, de forma que los personajes de los videojuegos de terror han sido importados a otras entregas, como en los casos de los videojuegos de Marvel vs Capcom que han utilizado numerosos personajes de la saga de resident evil, o los personajes de las sagas de Alien y Depredador, que han llegado a varias sagas de videojuegos de otros géneros distintos al terror ; como por ejemplo: en Mortal Kombat X, son personajes invitados en el videojuego de luchas.
Más recientemente, varios videojuegos de terror para dispositivos móviles o con versiones para estos, incluidas sus versiones de portada, se han distribuido como contenido móvil, llegando los videojuegos de terror para teléfono a considerarse como un subgénero más de estos.